# Centro velico di Pirita
Il centro velico di Pirita o Pirita Yachting Centre è un complesso sportivo, situato nel distretto cittadino di Pirita di Tallinn, ed ospitò le regate di vela dei Giochi olimpici del 1980. La struttura olimpica sorge sulle rive del fiume Pirita nei pressi del mar Baltico.

## Origini
L'impianto fu progettato ed inaugurato in previsione dei Giochi della XXII Olimpiade, come parte di una serie di opere che riguardavano l'intero litorale costiero di Pirita tra cui la grande strada costiera, la torre televisiva di Tallinn e numerose residenze marittime.
L'imponente struttura è un esempio dell'architettura sovietica. Tutt'oggi è visibile la struttura metallica del braciere che ospitava la fiamma olimpica.
Le gare olimpiche vennero disputate dal 22 luglio al 1º agosto 1980.